# Campos Racing
Campos Racing – hiszpański zespół startujący w wyścigach samochodowych założony w 1997 roku przez Adriána Camposa. Zespół startuje w World Touring Car Championship oraz Euroformula Open Championship. W przeszłości startował także w serii GP2, Auto GP World Series, World Series by Nissan, International Superstars Series oraz Azjatyckiej serii GP2. W sezonie 2014 ekipa powraca do serii GP2 zastępując zespół Barwa Addax Team, który zastąpił Campos Racing w 2009 roku, kiedy to zespół rozpoczął przygotowania do angażu w Formule 1 jako Campos Meta Team, który został przekształcony w HRT F1 Team.

## Starty wSerii GP2
W sezonie 2008 roku ekipa startowała jako Barwa International Campos Team.
| Rok  | Bolid              | Kierowcy          | Wyścigi | Wygrane | PP | NO | Pkt | M.K. | M.Z. |
| ---- | ------------------ | ----------------- | ------- | ------- | -- | -- | --- | ---- | ---- |
| 2005 | Dallara-Mecachrome | Juan Cruz Álvarez | 23      | 0       | 0  | 0  | 4.5 | 18   | 12   |
| 2005 | Dallara-Mecachrome | Sergio Hernández  | 23      | 0       | 0  | 0  | 3   | 20   | 12   |
| 2006 | Dallara-Mecachrome | Adrián Vallés     | 21      | 0       | 0  | 1  | 7   | 18   | 12   |
| 2006 | Dallara-Mecachrome | Félix Porteiro    | 21      | 0       | 0  | 0  | 5   | 22   | 12   |
| 2007 | Dallara-Mecachrome | Witalij Pietrow   | 21      | 1       | 0  | 0  | 21  | 13   | 3    |
| 2007 | Dallara-Mecachrome | Giorgio Pantano   | 21      | 2       | 1  | 1  | 59  | 3    | 3    |
| 2008 | Dallara-Mecachrome | Witalij Pietrow   | 20      | 1       | 0  | 1  | 39  | 7    | 1    |
| 2008 | Dallara-Mecachrome | Ben Hanley        | 6       | 0       | 0  | 0  | 1   | 24   | 1    |
| 2008 | Dallara-Mecachrome | Lucas Di Grassi   | 14      | 3       | 0  | 2  | 63  | 3    | 1    |
| 2014 | Dallara-Mecachrome | Arthur Pic        | 22      | 1       | 0  | 1  | 124 | 7    | 7    |
| 2014 | Dallara-Mecachrome | Kimiya Satō       | 20      | 0       | 0  | 0  | 2   | 27   | 7    |
| 2014 | Dallara-Mecachrome | Alexander Rossi   | 12      | 0       | 0  | 0  | 12  | 21   | 7    |

## Starty w Auto GP
| Rok  | Bolid              | Kierowcy          | Wyścigi | Wygrane | PP | NO | Pkt | M.K. | M.Z. |
| ---- | ------------------ | ----------------- | ------- | ------- | -- | -- | --- | ---- | ---- |
| 2011 | Dallara-Mecachrome | Bruno Méndez      | 9       | 0       | 0  | 0  | 22  | 13   | 2    |
| 2011 | Dallara-Mecachrome | Adam Carroll      | 6       | 1       | 1  | 1  | 64  | 10   | 2    |
| 2011 | Dallara-Mecachrome | Adrián Campos Jr  | 5       | 0       | 0  | 0  | 12  | 16   | 2    |
| 2011 | Dallara-Mecachrome | Rodolfo González  | 2       | 0       | 0  | 0  | 8   | 17   | 2    |
| 2011 | Dallara-Mecachrome | Marco Barba       | 6       | 0       | 0  | 0  | 16  | 15   | 2    |
| 2011 | Dallara-Mecachrome | Adrien Tambay     | 12      | 1       | 1  | 0  | 114 | 4    | 2    |
| 2012 | Dallara-Mecachrome | Facu Regalía      | 10      | 0       | 0  | 0  | 68  | 7    | 5    |
| 2012 | Dallara-Mecachrome | Pippa Mann        | 2       | 0       | 0  | 0  | 5   | 20   | 5    |
| 2012 | Dallara-Mecachrome | Giuseppe Cipriani | 14      | 0       | 0  | 0  | 18  | 14   | 5    |
| 2012 | Dallara-Mecachrome | Maksim Sniegiriow | 14      | 0       | 0  | 0  | 34  | 13   | 5    |

## Starty w azjatyckiej serii GP2
W sezonie 2008/2009 roku ekipa startowała jako Barwa International Campos Team.
| Rok       | Bolid              | Kierowcy        | Wyścigi | Wygrane | PP | NO | Pkt | M.K. | M.Z. |
| --------- | ------------------ | --------------- | ------- | ------- | -- | -- | --- | ---- | ---- |
| 2008      | Dallara-Mecachrome | Witalij Pietrow | 10      | 1       | 1  | 0  | 33  | 3    | 3    |
| 2008      | Dallara-Mecachrome | Diego Nunes     | 9       | 0       | 0  | 0  | 2   | 20   | 3    |
| 2008      | Dallara-Mecachrome | Ben Hanley      | 8       | 0       | 0  | 0  | 6   | 15   | 3    |
| 2008/2009 | Dallara-Mecachrome | Witalij Pietrow | 11      | 1       | 0  | 0  | 28  | 5    | 3    |
| 2008/2009 | Dallara-Mecachrome | Sergio Pérez    | 11      | 2       | 0  | 1  | 26  | 7    | 3    |